# Scadoxus pole-evansii
Scadoxus pole-evansii är en amaryllisväxtart som först beskrevs av Anna Amelia Obermeyer, och fick sitt nu gällande namn av Ib Friis och Inger Nordal. Scadoxus pole-evansii ingår i släktet Scadoxus och familjen amaryllisväxter. Inga underarter finns listade i Catalogue of Life.